# El señor Todoquisque
El señor Todoquisque es una historieta serializada entre 1992 y 1993 del dibujante de cómics español Francisco Ibáñez perteneciente a la serie Mortadelo y Filemón. 

## Trayectoria editorial
Serializada entre 1992 y 1993 en la revista Súper Mortadelo nºs 118 a 123 y publicada en álbum en 1996 en el n.º 122 de la Colección Olé.

## Sinopsis
El señor Todoquisque es un tipo que se caracteriza imitando a la gente importante y aprovecha el parecido para sus malvados fines. Mortadelo y Filemón deberán detenerlo, pero gracias a sus disfraces es muy difícil reconocerlo, por lo que la única pista que tienen es que el señor Todoquisque tiene una verruga en el trasero.
El señor Todoquisque llega a disfrazarse de cosas como: Menem, la reina de Inglaterra, el Fary, de el Súper, de Ofelia, de toro, de duque, de policía y de hada madrina.

## En otros medios
Uno de los villanos de la segunda película realizada con actores de carne y hueso es Todoquisque.